# Fornax
Fornax est la déesse romaine des fours, qu'on invoquait à l'époque pour torréfier les grains de blé. La légende rapportée par Ovide dit que les premiers Romains offraient à Cérès les prémices de leur récolte, mais qu'ensuite, en la torréfiant, ils brûlaient parfois leurs grains, voire la maison avec. Fornax vint alors et veilla sur la cuisson de l'épeautre.

## Fornacalia
Les Fornacalia (ou Furnacalia) sont, dans la Rome antique, une fête célébrée en février en l'honneur de Fornax, la déesse des fours. Pline l'Ancien en attribue l'instauration à Numa Pompilius. Il s'agit d'une fête mobile, dont la date est annoncée, chaque année, par le curio maximus. Celui-ci assignait à chaque curie une date de célébration et un emplacement au Forum pour son sacrifice. La fête se conclut aux Quirinalia du 17 février. Ce dernier jour de fête est aussi connu comme les Stultorum feriae (« fête des Sots »), car c'est la dernière occasion pour la célébrer pour ceux qui ignorent à quelle curie ils appartiennent (les curies étaient une répartition de la population datant de la monarchie romaine et tombée en désuétude), ou qui n'ont pas pu se libérer le jour voulu,.

## Astronomie
Fornax est le nom latin de la constellation du Fourneau.

### Sources antiques
- Festus, art. Fornacalia, Quirinalia, Stultorum feriae.
- Pline l'Ancien, Histoire naturelle, XVIII, 2.
- Ovide, Fastes, II, 50 et 525-528.
- Varron, De Lingua latina, VI.13, p. 546 de l'éd. Müller, avec la note. Edition P. Flobert (Paris, Les Belles Lettres, 1985), p. 10 et note 6 p. 82.
- Plutarque, Questions romaines, 89.
- Lactance, Institutions divines, I, 20.